# Pagno
Pagno (piemontiul: Pagn, okcitánul: Panh) település Olaszországban, Piemont régióban, Cuneo megyében. Lakosainak száma 591 fő (2023. január 1.). Pagno Brondello, Manta, Piasco, Revello, Saluzzo, Venasca és Verzuolo községekkel határos.

## Népesség
A település lakossága az elmúlt években az alábbi módon változott:
| Lakosok száma | 583  | 569  | 591  |
|               | 2017 | 2018 | 2023 |